# Cadmiumzinktellurid
Cadmiumzinktellurid, chem. Cd(1-x)ZnxTe, Handelsname CZT, ist eine Legierung der beiden Materialien Cadmiumtellurid und Zinktellurid. Es ist ein direkter Halbleiter, der als Detektormaterial für Gammastrahlung, die unter anderem bei radioaktiven Prozessen entsteht, und für Röntgenstrahlung verwendet wird. Weitere Anwendungen liegen im Bereich der Terahertzstrahlung.
Strahlungsdetektoren wandeln Röntgen- oder Gammaquanten in Elektronen um, die durch eine anschließende elektrische Signalverarbeitung ausgewertet werden können. CZT besitzt im Gegensatz zu vergleichbaren Materialien in dieser Anwendung wie Germanium den Vorteil, bei Raumtemperatur zu arbeiten. Germanium als Strahlungsdetektor muss für diese Anwendung mit Flüssigstickstoff gekühlt werden. CZT kann als Sensor je nach Anwendung leicht in verschiedene Formen und Geometrien gebracht werden.
In Abhängigkeit vom Mischungsverhältnis der beiden Grundsubstanzen liegt der Bandabstand zwischen 1,4 eV bis 2,2 eV. Die handelsübliche Legierung Cd0,9Zn0,1Te, wie sie bei Gammstrahlungsdetektoren verwendet wird, weist beispielsweise einen Bandabstand von 1,572 eV auf.
Für die Anwendung im Bereich der Terahertzstrahlung weist CZT einen hohen elektrooptischen Koeffizienten auf, das heißt, es lässt sich der Brechungsindex des Materials durch ein äußeres elektrisches Feld beeinflussen, auch als photorefraktiver Effekt bekannt. Des Weiteren ist CZT im Infrarotbereich fast transparent, was Anwendungen als optischer Modulator erlaubt. CZT wird auch als Detektormaterial in Gammakameras eingesetzt.